# Recess (album)
Recess is het eerste album van de Amerikaanse dj en producent Skrillex, uitgebracht op 14 maart 2014 door Big Beat, OWSLA en Atlantic Records. Skrillex is samen met Chance The Rapper, Diplo, Kill the Noise, KillaGraham, Alvin Risk en The Social Experiment de producer van het album. Het album werd opgenomen in 2013 en 2014 tijdens Skrillex' tour door de wereld.

## Tracklist
| 1.                 | All Is Fair in Love and Brostep (featuring Ragga Twins)                 | 4:08 |
| 2.                 | Recess (met Kill the Noise featuring Fatman Scoop en Michael Angelakos) | 3:57 |
| 3.                 | Stranger (met KillaGraham featuring Sam Dew)                            | 4:49 |
| 4.                 | Try It Out (met Alvin Risk, Neon Mix)                                   | 3:49 |
| 5.                 | Coast Is Clear (featuring Chance the Rapper en The Social Experiment)   | 4:03 |
| 6.                 | Dirty Vibe (met Diplo featuring G-Dragon en CL)                         | 3:26 |
| 7.                 | Ragga Bomb (featuring Ragga Twins)                                      | 4:18 |
| 8.                 | Doompy Poomp                                                            | 3:25 |
| 9.                 | Fuck That                                                               | 3:50 |
| 10.                | Ease My Mind (featuring Niki and the Dove)                              | 5:02 |
| 11.                | Fire Away (featuring Kid Harpoon)                                       | 5:42 |
| Totale duur: 46:34 |                                                                         |      |

## Trivia
- Het nummer "Stranger" werd kort na het uitbrengen van het album op de soundtrack van Divergent geplaatst.[1]